# ピエール・ポルト
ピエール・ポルト（フランス語: Pierre Porte, 1944年10月11日 - ）は、フランスのピアニスト、指揮者、作曲家、編曲家。作品の表情豊かな音色から「音の画家」とも呼ばれる。

## 略歴
フランス・マルセイユ生まれ。7歳からマルセイユ地方音楽院とトゥーロン国立音楽院で学び、12歳で音楽理論に関する賞を受けて本格的にピアノ・レッスンを開始する。和声、対位法などクラシック音楽を学びながら、当時ラジオで聴くポピュラー音楽にも関心を持ち、仲間と結成したバンドで自身のオリジナル曲を演奏する。同音楽院を修了する。
16歳の頃にダリウス・ミヨーからパリて学ぶことを薦められ、17歳でパリ音楽院・作曲科に入学。在学中には同校の作曲部門賞を独占し、同学科を首席で修了する。
パリ音楽院卒業と同時にレコード会社と契約し、ピアニストおよび作曲家・編曲家としての活動を開始。シャルル・アズナヴール、シルヴィ・ヴァルタンなどの歌手との共演、TV音楽番組への参加や音楽監修等を経て、1976年に自身の楽団を結成してデビューする。その後も長編映画（「華麗なる関係」、「パリの灯は遠く」、「テス」など）やテレビ映画の音楽担当、パリ市内の有名な「フォリー・ベルジェール」、「ムーラン・ルージュ」での音楽監督（指揮・作曲）を務めるなど、多岐にわたり活躍する。
日本おいては、1980年2月にビクター音楽産業からアルバム『夢見る国への旅』でデビュー。1981年春よりTBS系「Gメン'75」のテーマ曲「アゲイン（黄金色の嵐）」および「アゲイン～Again～Mille Vagues D'or」が採用され、1985年秋には日本テレビ系「金曜ロードショー」のテーマ曲「フライデー・ナイト・ファンタジー」により知名度が上がり日本での代表曲となった。

## 代表曲
※カッコ内は原題。
フライデーナイト・ファンタジー (Cris D'amour)
ポルト作曲。日本テレビ系の映画番組『金曜ロードショー』のテーマ曲として使用された。前身の映画番組『水曜ロードショー』のテーマ曲「水曜日の夜」からの流れを壊さないため「トランペット・ソロを入れる」ように日本テレビからの依頼を受け、ポルトが信頼しているドミニク・ドラース (Dominic Derasse)を起用して、パリにて録音した。その際、ポルト自身のピアノ演奏を強調するために同オーケストラにて別録りした。アルバム収録。また、歌手の刀根麻理子は、自身で日本語歌詞を付けて「夜からの旅立ち 〜フライデーナイト・ファンタジー〜」の題名でカバーした。
アゲイン（黄金色の嵐） MILLE VAGUES D'OR
ポルト作曲。TBS系の刑事ドラマ「Gメン'75」「Gメン'82」のオープニングおよびエンディングテーマ曲。
オープニングはポルト編曲と若草恵編曲のインストゥルメンタル、エンディングはしまざき由理の歌唱と若草恵編曲のインストゥルメンタル、全4バージョンが存在する。
シングル盤は、ビクター音楽産業盤、日本コロムビア盤、2社からリリース。
アルバム『Gメン'75』には、しまざき由理の歌唱とコロムビアオーケストラ演奏のインストバージョンを収録。
その後、コンピレーションアルバム『Gメン'75シングルコレクション』には、ピエール・ポルト・オーケストラ演奏のインストバージョンも収録。
哀しみのテス (Tess Song)
ポルトとC.Nadalによる共作。1979年に公開された、イギリス・フランス合作映画「テス」のイメージ・テーマ曲。シングル・リリース
哀愁のアダージョ (T'en va Pas)
ロマーノ・ムスマッラ作曲。フランス映画『悲しみのヴァイオリン』の主題歌。原田知世が大貫妙子の日本語詞により「彼と彼女のソネット」の題名でカバーした。
ラブ・ワールド (Monde D'mour)
いずみたく作曲。1980年に、当時のFM東京から音楽番組「ワールド・オブ・エレガンス」のテーマ曲の再アレンジと演奏をポルトへ依頼して実現した。アルバム収録
心のさざめき (Tender troubled thought)
ポルト作曲。ドラマ「いつも輝いていたあの海」のテーマ曲。アルバム収録
COEUR A CORPS
ポルト作曲。朝日放送テレビの深夜帯番組『ナイトinナイト』のテーマ曲として使用された。

## 弟子
- 渡辺雄一